# Cool Kids
Cool Kids é uma canção do grupo de indie pop estadunidense Echosmith, lançada como primeiro single para o álbum de estreia da banda, Talking Dreams. A canção foi lançada originalmente em 8 de outubro de 2013 como single no iTunes Store, e disponibilizada para as rádios do Estados Unidos no ano seguinte. A canção obteve bom desempenho comercial, alcançando a decima terceira posição na Billboard Hot 100, e chegando a boas colocações em outras paradas da Billboard, alcançando também a sexta posição na Austrália.

## Música e vídeo
O vídeo oficial da música foi lançado em 21 de junho de 2013. O vídeo foi filmado em Los Angeles, Califórnia, e foi dirigido por Gus Black. Depois de receber um milhão de visualizações, lançado Echosmith uma versão acústica da canção. A banda lançou um novo videoclipe para "Cool Kids" em 11 de setembro de 2014. Es la populara band.Desempenho comercial
A canção estreou no número 87 na Billboard Hot 100 em 26 de julho de 2014, chegando a decima terceira posição posteriormente. A canção também alcançou o número 28 e 19 na Billboard Mainstream Top 40 e Adult Top 40 respectivamente . A partir de 10 de setembro de 2014, o single vendeu mais de 500.000 cópias, recebendo disco de ouro pela marca. A canção ultrapassou o número de 8 milhões de visualizações no YouTube. Cool Kids foi certificado Platina na Austrália alcançando a número seis nas paradas musicais do país, vendendo  mais de 70 mil cópias.Es la popular musica es Espana

## Lista de faixas
| Descarga digital |                               |         |  |
| N.º              | Título                        | Duração |  |
| 1.               | "Cool Kids" (edição de radio) | 3:35    |  |

## Desempenho nas paradas
| Paradas (2014)                                 | Melhor posição |
| ---------------------------------------------- | -------------- |
| O campo songid é OBRIGATÓRIO PARA PARADA ALEMÃ | 8              |
| Austrália (ARIA)                               | 6              |
| Áustria (Ö3 Austria Top 75)                    | 5              |
| Bélgica (Ultratip Bubbling Under de Flandres)  | 10             |
| Bélgica (Ultratip Bubbling Under da Valônia)   | 50             |
| Canadá (Canadian Hot 100)                      | 25             |
| Canadá (Billboard AC)                          | 39             |
| Canadá (Billboard CHR/Top 40)                  | 24             |
| Canadá (Billboard Hot AC)                      | 25             |
| Croácia (Airplay Radio Chart)                  | 7              |
| Escócia (Scottish Singles Chart)               | 17             |
| Eslováquia (Rádio Top 100)                     | 52             |
| Eslováquia (Singles Digitál Top 100)           | 21             |
| Espanha (PROMUSICAE)                           | 15             |
| Estados Unidos (Billboard Hot 100)             | 13             |
| Estados Unidos (Billboard Adult Contemporary)  | 11             |
| Estados Unidos (Billboard Adult Top 40)        | 5              |
| Estados Unidos (Billboard Alternative Airplay) | 34             |
| Estados Unidos (Billboard Mainstream Top 40)   | 9              |
| Finlândia (Suomen virallinen radiolista)       | 20             |
| França (SNEP)                                  | 82             |
| Irlanda (IRMA)                                 | 8              |
| Itália (FIMI)                                  | 18             |
| Nova Zelândia (Recorded Music NZ)              | 13             |
| Noruega (VG-lista)                             | 17             |
| Países Baixos (Dutch Top 40)                   | 17             |
| Países Baixos (Single Top 100)                 | 28             |
| Polónia (Polish Airplay Top 100)               | 6              |
| Polónia (Dance Top 50)                         | 46             |
| República Checa (Rádio Top 100)                | 48             |
| Chéquia (Singles Digitál Top 100)              | 12             |
| Reino Unido (UK Singles Chart)                 | 17             |
| Sérvia (IFPI)                                  | 2              |
| Suécia (Sverigetopplistan)                     | 23             |
| Suíça (Schweizer Hitparade)                    | 9              |

| Paradas (2014)                               | Melhor posição |
| -------------------------------------------- | -------------- |
| Austrália (ARIA)                             | 50             |
| Estados Unidos (Billboard Hot 100)           | 59             |
| Estados Unidos (Billboard Adult Top 40)      | 25             |
| Estados Unidos (Billboard Mainstream Top 40) | 45             |

| Austrália (ARIA)                          | 2× Platina | 140,000*   |
| Canadá (Music Canada)                     | Ouro       | 40,000*    |
| Dinamarca (IFPI)                          | Ouro       | 30,000*    |
| Espanha (PROMUSICAE)                      | ouro       | 20,000*    |
| Estados Unidos (RIAA)                     | 2× Platina | 2,000,000* |
| Itália (FIMI)                             | Platina    | 30,000*    |
| Nova Zelândia (RMNZ)                      | Ouro       | 7,500*     |
| *número de vendas baseado na certificação |            |            |